# Tuszynek Poduchowny
Tuszynek Poduchowny – część miasta Tuszyn w Polsce położonego w województwie łódzkim, w powiecie łódzkim wschodnim, osiedle na obszarze miasta, do 1954 samodzielna wieś.

## Historia
Dawniej samodzielna miejscowość. Od 1867 w gminie Górki. W okresie międzywojennym należała do powiatu łódzkiego w woj. łódzkim. 1 stycznia 1925 gminę Górki zniesiono, a Tuszynek Poduchowny włączono do nowo utworzonej gminę Kruszów. 1 września 1933 utworzono gromadę Tuszynek Poduchowny w granicach gminy Kruszów, składającej się ze wsi Tuszynek Poduchowny i Las Tuszynek Poduchowny. Podczas II wojny światowej włączono do III Rzeszy.
Po wojnie Tuszynek Poduchowny powrócił do powiatu łódzkiego woj. łódzkim, jako jedna z 16 gromad gminy Kruszów. W związku z reorganizacją administracji wiejskiej jesienią 1954, Tuszynek Poduchowny włączono do Tuszyna.